# Sirima
Sirima (Isleworth, 14 februari 1964 - 7 december 1989) was een Franse zangeres. Zij vertolkte een duet met Jean-Jacques Goldman, Là-bas.
Sirima had een Franse moeder en een vader uit Sri Lanka. Haar kinderjaren bracht ze door in Sri-Lanka en haar puberteit in Engeland. Haar stijl ontwikkelde ze tijdens haar kinderjaren door de gitaar van haar vader, de houten fluit van haar oom maar ook de percussies zoals bij de boeddhistische feesten, baïlas, de volks- en klassieke muziek uit Sri Lanka. Door de katholieke kerk en de Engelse lofzangen die door de kinderen van Sri Lanka worden gezongen ontwikkelde ze haar stijl. Sirima verliet Sri Lanka en ging naar Engeland toen ze acht jaar was. Zij ontdekte de Engelse popmuziek en interesseerde zich voor musicals.
Sirima verliet Engeland en ging naar Frankrijk toen ze 18 jaar was. Tussen 1982 en 1987 zong ze in de metro van Parijs. In 1986 werd zij opgemerkt door Philippe Delettrez, vaste saxofonist van Jean-Jacques Goldman. Goldman liet haar proefzingen, waarna ze de vrouwelijke vocalen van het duet Là-bas mocht inzingen. Sirima was 23 jaar toen Là-bas uitkwam. Het werd een groot commercieel succes. Zij was echter weinig aanwezig bij de tournee van Jean-Jacques Goldman.
Sirima had een rumoerige relatie met musicus Kahatra Sasorith. Jaloers op haar roem vermoordde Kahatra Sirima door middel van messteken op 7 december 1989, minder dan drie weken nadat het album van Sirima, A part of me, uitkwam.